# Arjowinangun (Kedungkandang)
Arjowinangun is een bestuurslaag in het regentschap Malang van de provincie Oost-Java, Indonesië. Arjowinangun telt 8883 inwoners (volkstelling 2010).